# ほくやく
株式会社ほくやくは、北海道札幌市に本社を置き、主として医薬品卸を行う会社である。1913年創業の「眞鍋薬局」を前身とし、1991年に北海道医薬品卸（眞鍋薬品、寿原薬粧、大槻中央薬品、多田薬品、高木薬品、帯広眞鍋薬品の6社合併。丸一斎藤からは営業権を譲受）により「株式会社バレオ」が誕生。1999年「ホシ伊藤株式会社」との合併により、「株式会社ほくやく」に商号を変更。現在はほくやく・竹山ホールディングスの100%子会社となっている。

## 沿革
- 1999年 4月：武田系のバレオと田辺系のホシ伊藤が合併。「株式会社ほくやく」を設立。本社所在地は、札幌市中央区南1条西10丁目-3道銀ビル。
- 2000年 3月：井上誠昌堂（富山県高岡市）、三栄薬品（新潟県上越市）、サンエス（仙台市）、鍋林（長野県松本市）、ニチエー（新潟市）の5社と地域連携業務構想に基づく基本提携を結ぶ。
- 2000年 9月：名古屋市の中北薬品と地域連携業務構想に基づく基本提携を結ぶ。
- 2002年 7月：本社を北海道札幌の桑園地区の中央区北11条西14丁目1-1に移転。
- 2002年11月：医薬事務センター（現・カスタマーセンター）を新設。
- 2003年10月：竹山との共同出資会社「株式会社北海道医療情報サービス」を立ち上げ。
- 2004年 5月：「ほくやくUDI」（現・株式会社マルベリー）設立。
- 2005年 3月：バイタルネット（仙台市）、鍋林（松本市）、東邦薬品（東京都）、中北薬品（名古屋市）、ケーエスケー（大阪市）、アステム（大分市）の6社と業務提携を結ぶ。
- 2005年10月：岩淵薬品（佐倉市）、オムエル（広島市）を加え、連携9社の出資により、同年11月15日、共同運営会社・株式会社葦の会を設立。
- 2006年 9月：株式会社竹山との共同持株会社、株式会社ほくやく・竹山ホールディングスを設立。株式交換により「ほくやく・竹山ホールディングス」の100%子会社となる。
- 2007年 5月：自社及びリードヘルスケア（福岡県北九州市）、バイタルヘルスケア（宮城県名取市）、茂木薬品商会（東京都文京区）の4社のヘルスケア事業部の統合協議を開始。
- 2007年10月：北海道札幌の新川地区で新川物流センター稼働。
- 2008年 4月：ほくやくヘルスケア（北海道）、バイタルネット子会社のバイタルヘルスケア（仙台）が、アステム子会社のリードヘルスケア（九州）を存続会社として合併するのを機に合流。
- 2009年 9月：札幌白石業務センター開設。
- 2010年 5月：ほくやく札幌本社を、ほくたけビル（札幌市中央区北6条西16丁目1-5）に移転。
- 2013年 4月：創業100周年を迎える。
- 2014年 1月：1月12日札幌交響楽団を招き札幌コンサートホールKitaraで「ほくやく100周年記念コンサート」を開催。
- 2015年 5月：北海道札幌市で調剤薬局を営む、メイプルアカウンティングサービスの株式を取得し子会社化。その後、同社は株式会社メイプルファーマシーに社名変更。
- 2016年 4月：北海道の帯広地区で調剤薬局を営む、株式会社カエデの株式を取得し子会社とした。
- 2018年 2月：株式会社メイプルファーマシー及び株式会社カエデを、ほくやく・竹山ホールディングスの直接の子会社とする。

## 主な取引メーカー
- 武田薬品工業
- アステラス製薬
- 中外製薬
- ファイザー
- ノバルティス
- 大日本住友製薬
- エーザイ
- 小野薬品工業
- 第一三共
- 田辺三菱製薬
- 大塚製薬
- 塩野義製薬
- 持田製薬
- キッセイ薬品工業
- グラクソ・スミスクライン

## 事業所
- 札幌支店
- 札幌厚別支店
- 札幌豊平支店
- 恵庭支店
- 札幌北支店
- 札幌西支店
- 新川物流センター
- 岩見沢支店
- 空知支店（砂川市）
- 小樽支店
- 函館支店
- 八雲支店
- 苫小牧支店
- 室蘭支店
- 旭川支店
- 名寄支店
- 留萌支店
- 稚内支店
- 北見支店
- 紋別営業所
- 釧路支店
- 根室支店
- 帯広支店
- 札幌西業務センター
- 札幌白石業務センター
- 札幌備蓄センター
- カスタマーセンター

## 関連会社
- 株式会社ほくやく・竹山ホールディングス
- 株式会社竹山
- 株式会社そえる
- 株式会社マルベリー
- 株式会社モルス
- 株式会社北海道医療情報サービス
- 株式会社村井薬局
- 株式会社ノバメディカル
- 株式会社アグロジャパン